# Libro de horas de María de Borgoña

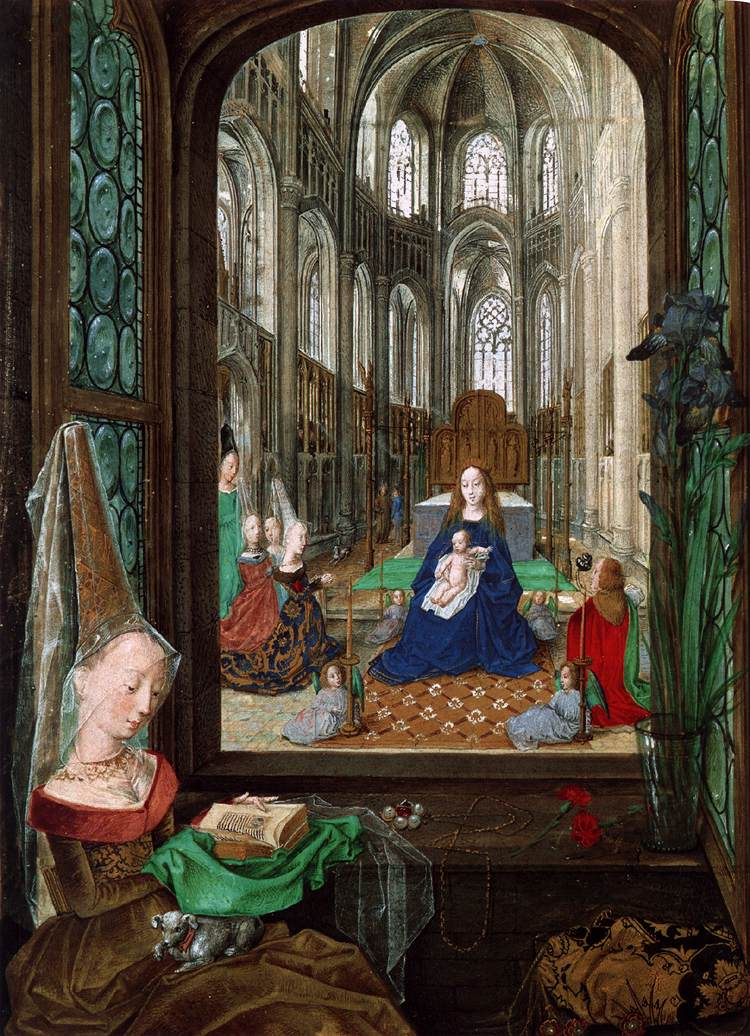
Folio 14V: La Virgen en una iglesia con María de Borgoña en sus devociones

El libro de horas de María de Borgoña (en alemán: Stundenbuch der Maria von Burgund, Codex Vindobonensis 1857) es un lujoso libro de horas realizado en Flandes hacia 1477. Probablemente fue comisionado para María de Borgoña, entonces la mujer más rica de Europa. María fue la única hija de Carlos el Temerario, duque de Borgoña y esposa de Maximiliano I, emperador del Sacro Imperio Romano Germánico. No hay registros que sobrevivan en cuanto a su comisión, pero probablemente estaba destinado a la devoción privada. El libro contiene 187 folios, cada uno de los cuales mide 22.5 × 15 cm, Consiste en la liturgia de las horas romana, 24 rondas de calendario, 20 miniaturas a página completa y 16 ilustraciones en formato de cuarto de página.: 137  Su producción comenzó alrededor de 1470, e incluye miniaturas realizadas por varios artistas, de los cuales el más destacado fue el iluminador no identificado pero innovador e influyente conocido como el Maestro de María de Borgoña, quien provee al libro con sus ilustraciones y bordes más minuciosamente detalladas. Otras miniaturas, consideradas de una antigua tradición en comparación, fueron aportadas por Simon Marmion, Willem Vrelant y Lieven van Lathem. La mayor parte de la caligrafía se atribuye a Nicolas Spierinc, con quien el Maestro colaboró en otras obras y que también pudo aportar algunas ilustraciones. 
Dada la coloración oscura y el tono lúgubre de los folios de apertura, el libro pudo haber sido pensado originalmente para conmemorar la muerte de Carlos, que murió a los 43 años en 1477 en la batalla de Nancy. A medio camino a lo largo de su producción se cree que fue recomisionado como regalo para celebrar el matrimonio de María con Maximiliano. Tonalmente las primeras páginas cambian de colores oscuros y sombríos a un sentido posterior de optimismo y unidad.
Las dos ilustraciones más conocidas contienen una revolucionaria técnica trampantojo de mostrar una segunda perspectiva a través de una ventana abierta desde el escenario pictórico principal. A veces se le conoce como uno de los libros de horas negros, debido a la aparición oscura y sombría de las primeras 34 páginas, en las que la letra dorada estaba escrita en paneles negros. El libro ha sido descrito como «indudablemente[...] entre las obras de arte más importantes realizadas en la Edad Media tardía... un hito en la historia del arte y uno de los objetos más preciados de la Edad Media tardía».: 366 

## Encargo

Folio 15v: Cristo en el monte de los Olivos

El libro fue conocido durante siglos como el «libro de horas de Viena de Carlos el Temerario»,: 140–43  y tenía la finalidad de conmemorar la muerte de Carlos en la batalla de Nancy el 5 de enero de 1477, y por lo tanto como un libro de luto, destinado a su esposa, Margarita de York, o a María.: 126  Como única hija de la pareja, María se convirtió en la heredera más rica de Europa y en la última de su linaje hereditario.: 54  La idea de que fuera originalmente un libro de luto se ve reforzada por la aparición lúgubre de las primeras 34 páginas, en las que se escriben letras doradas y plateadas con iniciales doradas sobre un pergamino teñido de negro, en una técnica asociada a los llamados libros de horas negros.: 366 : 143  Sólo siete de estos manuscritos iluminados sobreviven hoy en día, todos producidos a mediados o finales del siglo XV d. C.. Dada su apariencia visual de novela, eran probablemente más caros y altamente apreciados que los libros de horas más convencionales, y muy probablemente producidos para los miembros de alto rango de la corte de Felipe el Bueno y Carlos el Temerario. La corte borgoñona tenía preferencia por la coloración oscura y sombría y la mayoría de las obras existentes en este estilo fueron encargadas para ellos. Sólo la nobleza adinerada podía permitirse tales libros, y el gusto contemporáneo por los colores lúgubres –a menudo reflejado en los estilos de la época– se reflejaba en el negro, oro y plata de los manuscritos.: 373 
Después de la página 35, el pergamino es predominantemente blanco a la izquierda y las imágenes son de tono más claro.: 372 : 36  Ante este cambio, la intención del libro puede haber cambiado de luto a celebración:: 169  es decir, su propósito cambió de ser una conmemoración de la muerte de Carlos, a una manifestación de honor por el matrimonio de María con Maximiliano.: 295  Esto está reflejado en los elementos del alféizar de la ventana, junto a ella en la ilustración de la Virgen en la Iglesia. Tradicionalmente, las perlas representan la pureza, y un velo transparente significa virtud, mientras que los claveles rojos se usaban a menudo como símbolos del amor. Evidencia de que fue comisionado para María incluye los finales de género femenino en algunas de las oraciones y los pares recurrentes de escudos dorados a lo largo del libro, indicando que fue preparado para un próximo matrimonio. El historiador de arte Antoine de Schryver argumenta que este cambio de propósito, y la presión de la terminación para la fecha de la boda de agosto de 1477 explica por qué tantos artistas individuales estaban involucrados.: 295 

## Atribución

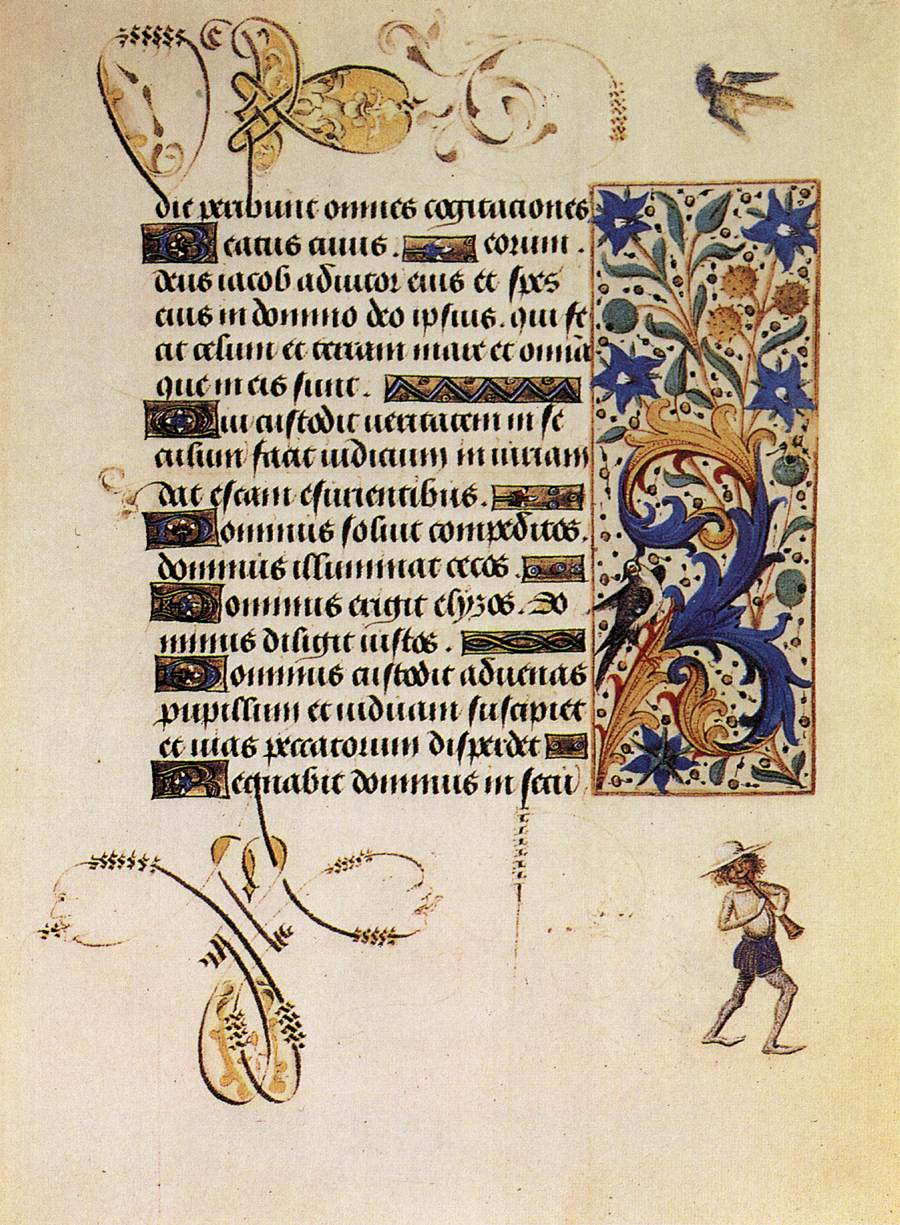
Folio 152r, con decoración de cenefas

Se cree que el trabajo sobre el libro comenzó hacia 1470. El artista flamenco Nicolas Spierinc, uno de los favoritos de la corte borgoñona y en particular de Carlos, ha sido identificado como el principal escriba de la elegante y compleja caligrafía.: 77  Puede que haya ordenado a los asistentes que lleven a cabo algunas de las inscripciones, excepto pasajes clave.: 295  Un anagrama de su nombre aparece en los bordes de la miniatura del folio 94v, El camino al calvario.: 77 
Las miniaturas fueron completadas por un equipo de al menos nueve artistas e ilustradores,: 293  incluyendo Simon Marmion, a quien se le ha atribuido una sola ilustración,: 125  Willem Vrelant y Lieven van Lathem. A van Lathem se le atribuye la miniatura Cristo ante Pilatos, que parece influenciada por «Mano G» del libro de horas de Turín (c. 1420).: 302  Se presta mucha atención a las imágenes innovadoras atribuidas al Maestro de María de Borgoña,: 366  activo en Flandes entre 1469-83, y que se vio muy influenciado por las innovaciones de la pintura de paneles contemporánea del norte de Europa, en particular por la melancolía de Hugo van der Goes y el illusionismo de Jan van Eyck. Se cree que el Maestro ha sido el iluminador principal responsable de un segundo libro encargado por la familia, el «libro de oración de Carlos el Temerario», ahora en Berlín.: 128  La mayoría de las miniaturas se han atribuido específicamente a uno de estos artistas, aunque hay un cierto debate sobre algunas de ellas.: 366  Las ilustraciones pueden caracterizarse por el uso de objetos devocionales cotidianos, incluyendo libros, rosarios y ambientes cotidianos contemporáneos, para enmarcar imágenes de santos divinos y así llevar lo sagrado a los espacios domésticos y terrenales.

## Diseño
El libro consta de 186 folios originales de 22.5 × 16.3 cm y 3 folios que fueron adiciones posteriores, los cuales miden 21.2 × 15.2 cm. En total hay 20 miniaturas a página completa, 14 miniaturas más pequeñas, 24 hojas de calendario, 14 letras historiadas y 78 bordes ornamentales. El texto está dedicado a la letanía y a las oraciones intercesoras.: 305  Los márgenes de casi todas las páginas están decorados con droleries de flores, insectos, joyas y sibilas,: 295  algunos de los cuales fueron diseñados por Lieven van Lathem. Los más elogiados por los historiadores del arte fueron creados por el Maestro de María de Borgoña. Los marginales y las bromas están pintados de tal manera que sugieren que los objetos se espolvorean sobre el folio de una manera tridimensional que sugiere, según el historiador de arte Otto Pächt, que no parecen tanto «en el espacio imaginario del cuadro, sino en el del mundo real».: 299 

## Miniaturas
El libro contiene 20 miniaturas a página completa y 16 ilustraciones de formato pequeño. Todos ellos son de la más alta calidad, y pueden ser atribuidos principalmente a artistas individuales o artesanos. Hay cambios notables en los patrones y el estilo entre las miniaturas atribuidas al Maestro de María de Borgoña y las atribuidas a terceros. Sin embargo, hay algo en común entre las imágenes; los tipos faciales idealizados son similares, y aparecen delgadas nubes de cúmulos a lo largo y ancho de las imágenes.: 297 
La obra del Maestro se caracteriza por una mezcla de colores que se blanquean hacia el horizonte, mientras que en otros se saturan. Consiguió el modelado de figuras y objetos construyendo capas de pintura en pinceladas delgadas pero visibles, en lugar de sombreadas.Su paleta es notablemente más oscura que la de las otras manos, principalmente moradas, marrones y grises, con las zonas alrededor de los rostros de la figura y las manos coloreadas con pigmento negro. El historiador de arte Thomas Kren dice que sus miniaturas en este libro «constituyen un arte de emoción profunda; efectos atmosféricos sutiles; detalles abundantes y ricamente texturizados; y el esbozo más delicado. Sus miniaturas transmiten un poderoso sentido del momento».: 126 
|                                  |
| Folio 33r: Marcos el Evangelista |

|                |
| Santa Catalina |

|               |
| Santa Librada |

|              |
| Juicio Final |

Las miniaturas más conocidas del libro se atribuyen al Maestro de María de Borgoña. El folio 14v muestra a la Virgen María en una iglesia gótica vista a través de la ventana de una habitación que incluye a María de Borgoña en sus devociones, leyendo un libro abierto, con la Virgen apareciendo como una personificación de las oraciones de María. En el folio 43v, Cristo yace en su cruz, en una visión ampliada del Calvario, aparentemente vista a través de una ventana. En ambos casos, la escena de fondo se convierte en el foco principal, con la imagen de primer plano simplemente proporcionando el marco para el «escenario principal».: 299  Es debido a estas dos miniaturas que el Maestro es visto como el principal innovador en la creación de un nuevo estilo de iluminación flamenca en los años 1470 y 1480,: 81  ganándole un gran número de imitadores.: 300  La coloración es a menudo extremadamente sutil, con algunas ilustraciones que contienen más de dieciocho tonos diferentes.: 294 

### La Virgen y el Niño

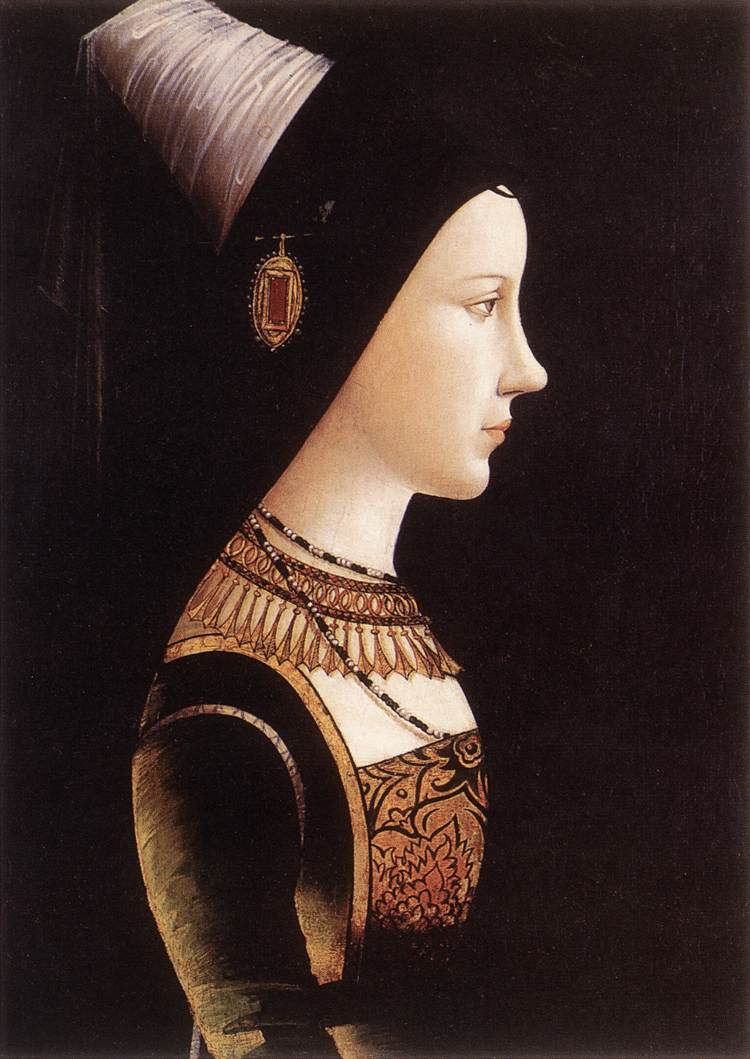
Michael Pacher, María de Borgoña, 1490

María de Borgoña puede ser identificada como la mujer en primer plano del folio 14v a partir de la similitud facial con dibujos y pinturas contemporáneas documentadas.: 296  Es mostrada como una elegante princesa joven, leyendo un libro de horas. Su dedo sigue la huella del texto de lo que parecen ser las palabras Obsecro te Domina sancta maria («Te imploro, Santa María»), una oración popular de indulgencia en las ilustraciones de manuscritos contemporáneos iluminados de los donantes que veneran a la Virgen y al Niño. Está situada en un entorno doméstico íntimo y privado, probablemente una capilla u oratorio privado, leyendo un libro de horas envuelto en un paño verde. Un pequeño perro blanco, símbolo de fidelidad, descansa sobre su regazo.: 78  María lleva un vestido de terciopelo dorado o marrón, y un hennin largo, del que cuelga un velo transparente. La ventana que tiene ante sí tiene dos puertas, cerradas por tablas adornadas con cristales. Su saliente contiene un velo, rosario de cuentas,: 137  una cadena de oro con un rubí y cuatro perlas, dos claveles rojos como símbolo de desposorio y un jarrón de cristal con un gran iris floreciente, símbolo de pureza medieval tardío.: 78 

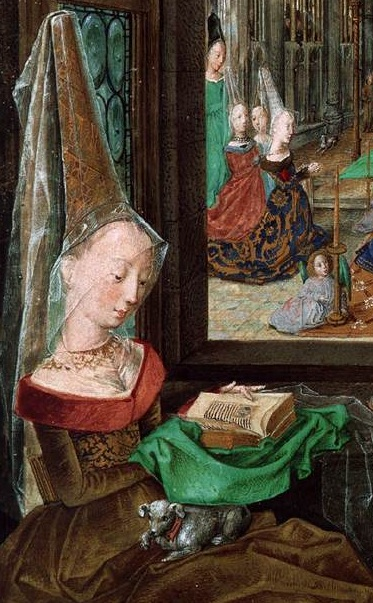
Detalle, folio 14v: María de Borgoña rezando. María aparece en primer plano y en segundo plano, con la virgen como si fuera una «audiencia a su oración»

La Virgen y el Niño son visibles a través de la ventana abierta como una «imagen dentro de una imagen», como si fuera una aparición o la encarnación literal del libro que está leyendo. María de Borgoña se sitúa en estrecha proximidad física con la Virgen, sin la habitual intercesión del santo.: 140  La Sagrada Familia está asentada en una iglesia gótica frente al altar mayor, delante de la cual se encuentra una alfombra decorativa de celosía. Están rodeados por cuatro ángeles sentados en las esquinas de la alfombra, cada uno sosteniendo un candelabro de oro que indica un espacio sagrado. Tres mujeres a la izquierda, una mirando hacia afuera, se arrodillan con las manos juntas rezando. Una, probablemente María de Borgoña lleva un brocado y una bata azul, y lleva un pequeño libro en las manos. Las otras dos mujeres parecen ser sus ayudantes.
El motivo de la ventana abierta estuvo influenciado por el cuadro al óleo de van Eyck c. 1435, que pintó la Virgen del canciller Rolin, donde el espacio pictórico se divide en dos zonas: un primer plano de claroscuro interior que da paso, a través de arcadas a través de un balcón, a un amplio y luminoso paisaje exterior iluminado.: 296–99  En la miniatura de Viena, el artista logra la transición del primer plano hacia el fondo disminuyendo lentamente la escala y plasticidad de las figuras.: 299  La ilustración ha sido comparada en detalle y estilo con La Virgen en una iglesia de van Eyck, que, siendo una pintura de paneles muy pequeños, es dos veces más grande que la iluminación del Maestro.: 140 

### Cristo clavado en la cruz

Folio 43v: Cristo clavado en la cruz, atribuido al Maestro de María de Borgoña

El folio 43v, Cristo clavado en la Cruz, muestra una escena bíblica vista a través de las ventanas flanqueadas por columnas de un escenario contemporáneo de finales del siglo XV d. C.. La escena interior del primer plano está vacía de gente, pero puede ser asumida de nuevo como un oratorio, y contiene una serie de atributos y objetos de devoción que pueden ser asociados con María de Borgoña, incluyendo un libro de oraciones, un cojín y varias joyas.: 299  La composición del fondo consiste en una compleja exploración de la perspectiva. El artista emplea un eje central y un punto de fuga para crear una perspectiva aérea de sofisticación nunca vista en la iluminación del norte.
El espectador se sitúa fuera del marco pictórico, como desde el punto de vista del lector del propio libro. La escena principal contiene una serie de personajes, y es vista desde una distancia considerable, ante un paisaje expansivo y un cielo amenazador y sombrío. La distancia de la figura con respecto al espectador significa que se está presentando en un estilo bastante vago y resumido.: 299  La figura de Cristo parece modelada en una pintura similar de la Crucifixión atribuida a Gérard David, ahora en la National Gallery de Londres.: 162  Las mujeres, particularmente del frente, visten una variedad de arneses exóticos y extravagantes, de los tipos vistos también en La Virgen y el Niño, en el folio 152v La presentación en el templo, del libro de horas de Engelbert of Nassau, y en las miniaturas atribuidas del libro de horas de Trivulzio.: 128 
Los márgenes de la página están decorados con flores, insectos y una joya de fantasía y algo caprichosa.: 299  La influencia de van der Goes se aprecia en el modelado de San Juan, que se asemeja mucho a la misma figura del artista anterior, La caída del hombre y de la redención de 1470-75.

### Crucifixión

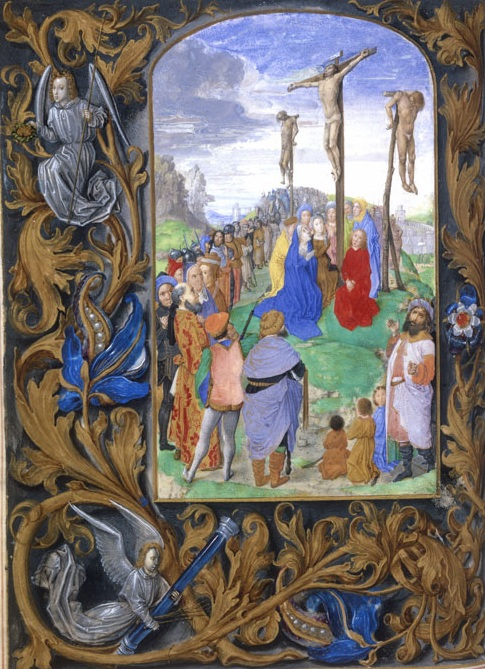
Folio 99v: Crucifixión, atribuido al Maestro de María de Borgoña

La miniatura de la Crucifixión, folio 99v, muestra a Cristo y a los dos ladrones levantados en sus cruces sobre una vasta muchedumbre que se forma a su alrededor en forma circular. El cuerpo de Cristo se retuerce de dolor, y pintado con particular detalle y habilidad. Su pecho se levanta pesadamente mientras jadea para respirar, mientras que su cuerpo se muestra delicadamente proporcional.: 126 
La Virgen María, vestida de azul, y María Magdalena, vestida de rojo, se arrodillan al pie de su cruz. Según Kren, la imagen logra su inmediatez a través de «las numerosas figuras en movimiento —retorciéndose, gesticulando, caminando, o simplemente escuchando con la cabeza atentamente inclinada». Al igual que con las demás miniaturas atribuidas al Maestro, algunas de las figuras miran hacia el exterior, como si estuvieran dirigidas al espectador. La obra muestra una serie de similitudes con un descendimiento en el Museo J. Paul Getty, también se cree que está bajo la mano del Maestro.: 126 

## Procedencia
Matías de Habsburgo adquirió el libro hacia 1580. Desapareció después de su muerte en 1619. Se cree que fue adquirido por la Biblioteca Nacional de Austria de Viena en 1721-27. La biblioteca fue saqueada por las tropas de Napoleón en 1809, y el libro fue llevado a París. Regresó a Viena en 1815, tras la derrota de Napoleón en la batalla de Waterloo.: 366 